# Radowo (Kolonia Lipiny)
Radowo – część wsi Kolonia Lipiny w Polsce, położona w województwie wielkopolskim, w powiecie konińskim, w gminie Sompolno.
W latach 1975–1998 Radowo należało administracyjnie do województwa konińskiego.